# Charles A. Kraus
Charles August Kraus (1875–1967) là nhà hóa học người Mỹ, đã đoạt huy chương Priestley năm 1950.

## Cuộc đời và Sự nghiệp
Kraus làm giáo sư hóa học và giám đốc các phòng thí nghiệm hóa học ở Đại học Clark. Trong thế chiến thứ nhất, ông chỉ huy Chemical Warfare Service. Sau chiến tranh, ông làm giáo sư và giám đốc các phòng nghiên cứu hóa học ở Đại học Brown, đồng thời làm cố vấn cho dự án Manhattan để triển khai bom nguyên tử.
Các nghiên cứu của ông đã góp phần vào việc phát triển đèn tia tử ngoại, kính thủy tinh pyrex, và việc sản xuất ethyl gasoline (một loại xăng). Ông đã xuất bản trên 225 bài nghiên cứu khoa học.

## Giải thưởng và Vinh dự
- Viện sĩ Viện Hàn lâm Khoa học quốc gia Hoa Kỳ
- Giải Willard Gibbs năm 1935
- Chủ tịch Hội Hóa học Hoa Kỳ năm 1949
- Huy chương Priestley năm 1950
- Navy Distinguished Public Service Award năm 1948.